# Concili Provincial Tarraconsense de 1598
El Concili Provincial Tarraconense de 1598 fou un concili ecumènic celebrat a Tarragona l'any 1598 per convocatòria de l'arquebisbe Joan Terès i Borrull.
El concili fou promogut a instàncies del rei Felip II de Castella com a tercer concili de Terès, i se celebrà entre el 15 de gener de 1598 i el 27 del mateix mes. En total hi hagué 9 sessions i no hi assistí cap bisbe personalment.
Aquest concili i el Concili Provincial Tarraconense de 1602 serviren per aplicar les reformes del Concili de Trento a la Província eclesiàstica Tarraconense, essent la primera a aplicar-les a la cristiandat catòlica.